# رينيه فورنير
رينيه فورنير (بالفرنسية: René Fournier)‏ هو دراج فرنسي، ولد في 18 فبراير 1932 في أولنيه سو بوا في فرنسا.

## وصلات خارجية
- رينيه فورنير على موقع أرشيف الدراجات (الإنجليزية)
- رينيه فورنير على موقع إحصائيات الدراجات الإحترافية (الإنجليزية)